# District de Dongbao
Le district de Dongbao (东宝区 ; pinyin : Dōngbǎo Qū) est une subdivision administrative de la province du Hubei en Chine. Il est placé sous la juridiction de la ville-préfecture de Jingmen.